# وارداشن، آرارات
وارداشن (به ارمنی: Վարդաշեն) یک روستا در ارمنستان است که در استان آرارات واقع شده‌است.  در  کیلومتری شمال آرتاشات، مرکز استان آرارات واقع شده است.

## خصوصیات
وارداشن  نفر جمعیت دارد و در ارتفاع  متر بالاتر از سطح دریا قرار گرفته است.